# Batalla de Ytororó
La Batalla de Ytororó (o Batalla de Itororó), librada el 6 de diciembre de 1868, fue la primera de las grandes batallas de la Campaña del Pikysyry, llamada Dezembrada por los brasileños, durante la Guerra de la Triple Alianza.

## Antecedentes
A principios del mes de marzo de 1868, flanqueada y aislada su posición, el grueso de las fuerzas paraguayas abandonó la fortaleza de Humaitá con el objetivo de organizar una línea de defensa en la margen derecha del río Tebicuary. Según era previsible, las fuerzas aliadas rompieron las líneas defensivas paraguayas y el 2° Cuerpo del Ejército brasileño comenzó el cerco y asedio a Humaitá defendida por el coronel Francisco Martínez.
El grueso del Ejército aliado compuesto del 1.er y 3.er Cuerpos del Ejército de Brasil y una división uruguaya, bajó las órdenes de Luis Alves de Lima e Silva, marqués de Caxias, iniciaron con lentitud la persecución del ejército paraguayo al mando del mariscal Francisco Solano López. El Ejército Argentino no avanzó esperando órdenes de Buenos Aires, ante la posibilidad de que se ordenara regresar a contener una rebelión contraria a la continuidad de la guerra.

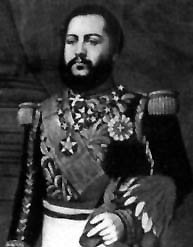
Francisco Solano López.

Solano López, que había trasladado el puesto de mando al cuartel de San Fernando, al norte del río Tebicuary, abandonó su posición y decidió replegarse rumbo a Asunción del Paraguay para defender la línea del arroyo Pikysyry, a 130 km al sur de Asunción y 200 al norte de Humaitá, estableciendo su nuevo cuartel general en Lomas Valentinas (Itá Yvaté). Luego de muchas penurias, los paraguayos llegaron hasta la zona del Pikysyry, algunos de sus jefes heridos y enfermos transportados en carretas. Las débiles posiciones defensivas de la nueva línea fueron rápidamente mejoradas, aprovechando la inacción de la escuadra brasilera que "dormía sobre la gloria de la captura de Humaitá".
Pasada ya la oportunidad de realizar un rápido avance aprovechando la victoria en Humaitá, en persecución del ejército de López marchó finalmente el 3° Cuerpo brasileño mientras que por el río subió una división de la escuadra para acompañar la marcha. Luego de sortear la resistencia de un reducto paraguayo en Paso Real, sobre el Tebicuary y tras superar la defensa del puente del arroyo Surubiy la vanguardia brasileña avanzó en dirección de la sólida línea paraguaya formada por el arroyo Pikysyry, el estero Po’i y el lago Ypoá.

### El flanqueo

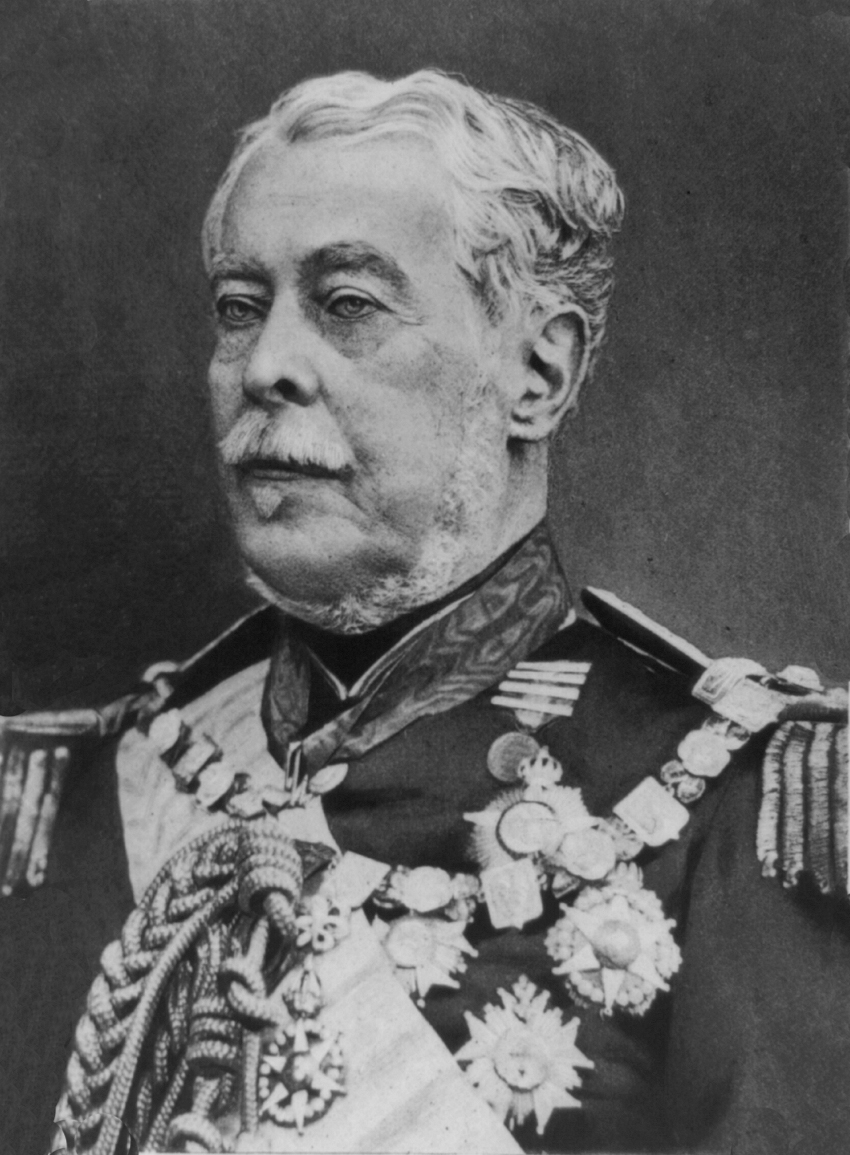
Luis Alves de Lima e Silva, marqués de Caxias.

Caxias ordenó realizar estudios del terreno que confirmaron la dificultad de cruzar frontalmente la línea del Pikysyry y el paso fortificado de Angostura, tanto por las dificultades naturales como por las obras defensivas paraguayas, por lo que se decidió flanquear la línea.
La estrategia decidida implicaba un enorme esfuerzo logístico. El grueso de las tropas sería conducido por el Chaco hacia el norte a través de esteros, lagunas y arroyos, y en pleno periodo de lluvias que, torrenciales en esa zona, inundaban vastas áreas. Mientras, una división permanecería en el sur aferrando las posiciones paraguayas y una división naval procuraría forzar el paso de Angostura y desembarcar tropas al norte cerrando el cerco.
A mediados de octubre de 1868 empezaron los trabajos de reconocimiento y construcción de una carretera con troncos de palma en los trechos pantanosos y luego de 23 días quedó terminada la vía, para la que fueron cortadas más de siete mil palmeras karanda'y.
Mientras tanto, los acorazados forzaron el paso artillado de Angostura, efectuaron desembarcos en San Antonio y permanecieron estacionados en el lugar en espera de la división que avanzaba por el Chaco.
A finales de noviembre el río empezó a crecer, más de lo habitual por ser afectado por el fenómeno que después se conoció como El Niño y el 4 de diciembre el grueso del ejército aliado, esta vez tropas brasileras exclusivamente, finalizó su maniobra de flanqueo cruzando nuevamente el río por San Antonio.
Durante casi 24 horas los buques brasileños transportaron a más de 30 000 soldados, en su inmensa mayoría de infantería, divididos en tres Cuerpos, el I al mando de Jacintho Machado Bittencourt, el II al mando del mariscal Alejandro Gomes de Argolo Ferrão (o Argollo), y el III al de Manuel Luis Osorio (1808-1879), Marqués do Herval. También desembarcó el marqués de Caxias, quien instaló su puesto comando en San Antonio.

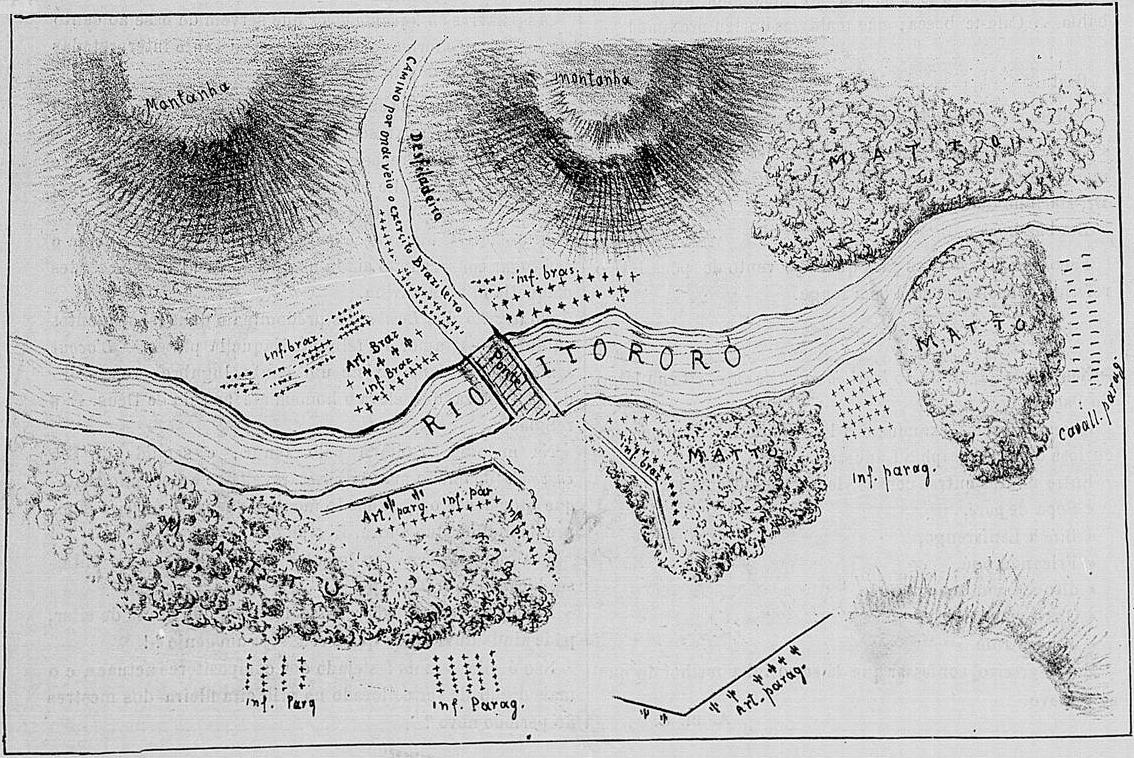
Plano de la Batalla de Ytororó.

Ante el anuncio del desembarco en su retaguardia, Solano López, que había recibido un refuerzo de 6000 hombres, envió en la noche del 5 al 6 de diciembre su reserva móvil al mando del general Bernardino Caballero con la orden de ocupar el puente del Ytotoró con 6 batallones de infantería, 5 regimientos de caballería y 12 cañones, un total de 3600 hombres, a quienes se unió el coronel Germán Serrano con 1500 infantes.
A 30 kilómetros al sur de San Antonio, el arroyo Ytororó es un arroyo de profundo cauce y rápido curso que atraviesa una zona de colinas recubiertas de bosques recorrido por el camino que unía San Antonio con Villeta y Lomas Valentinas. El puente, de veinte metros de largo y de cinco de ancho, en el centro de un valle de no más de medio kilómetro de longitud, era considerado el único punto por el cual el ejército podía marchar. El terreno accidentado podía prestarse a emboscadas. En forma de U con el río Paraguay en la base y con un único y estrecho camino conduciendo al puente era un punto de fácil defensa.
El mismo Caxias diría que "La posición del enemigo era ventajosa por más de un motivo. Las fuerzas que marchaban directamente contra el puente debían recorrer una boca estrecha flanqueada por un monte espeso; el puente era igualmente estrecho, las barrancas altas se desmoronaban. El enemigo ocupaba una colina boscosa donde podía emboscarse con facilidad y causarnos grandes estragos".
Tras marchar toda la noche, Caballero escondió a sus hombres en el bosque circundante y dispuso el grueso de sus tropas y la artillería ligera al mando del mayor Moreno en la orilla sur del arroyo. La artillería ocuparía el centro del dispositivo, la caballería se desplegaría sobre los flancos al mando del coronel Valois Rivarola y del mayor Juan Lanson y el batallón 23 de infantería al mando del capitán José María Romero tras la caballería guardando el flanco izquierdo.

## Combate por el paso del Ytororó

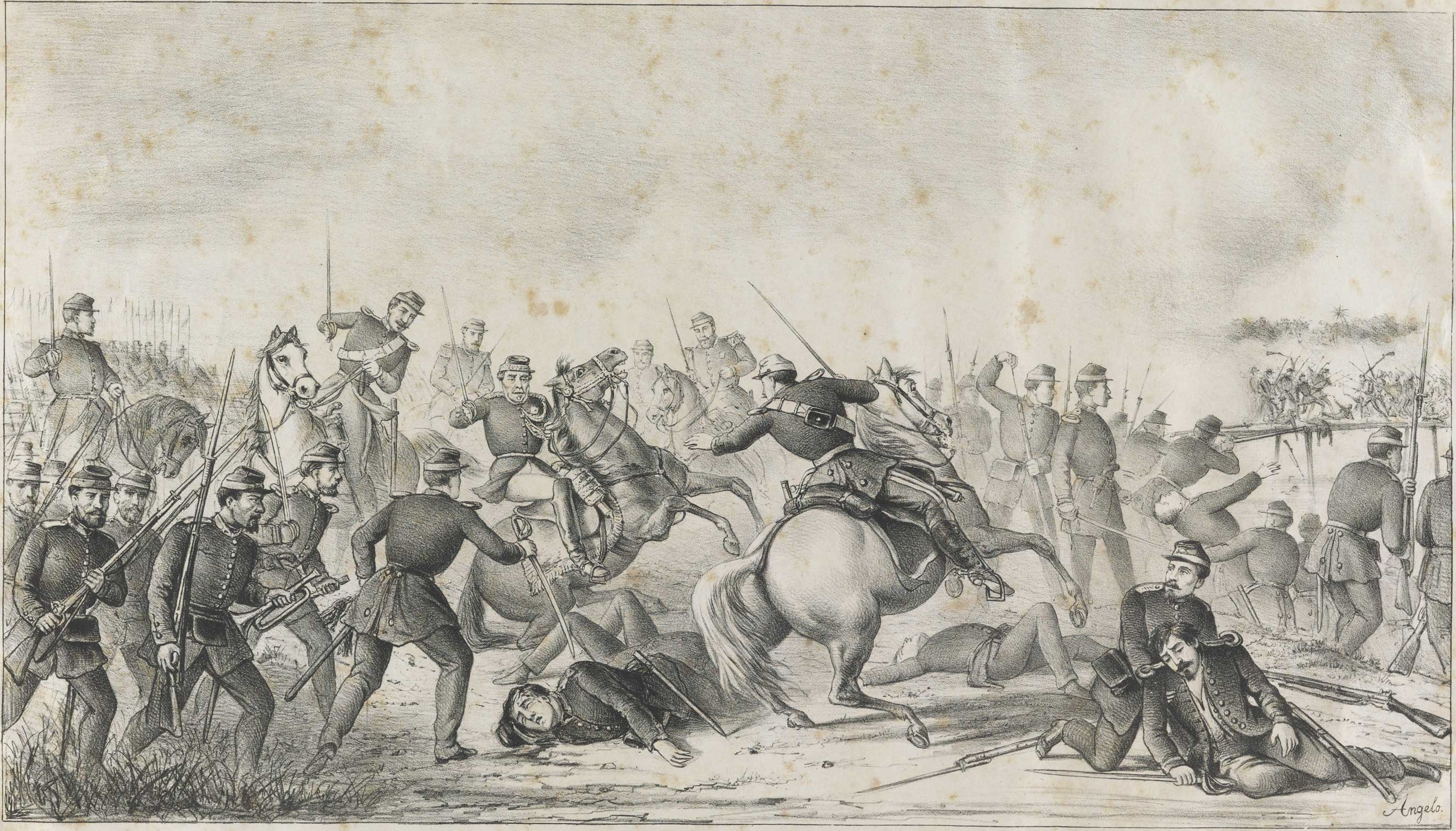
Episodio del pasaje y toma del puente sobre el arroyo Ytororó, el 6 de diciembre de 1868.

Conociendo Caxias la importancia del paso, el mismo día 5 había enviado un destacamento de caballería al mando del coronel João Niederauer Sobrinho con dos batallones de infantería para reconocer la posición y ocuparla, de ser factible. Niederauer cumplió su misión e informó que el paso estaba defendido por unos cincuenta hombres de caballería, pero que a poca distancia había divisado un grupo de unos 500 hombres que consideraba vanguardia de la división que suponían maniobraba en Villeta y que estimaba fuerte en 6000 hombres.
Pese a saber que el puente estaba ocupado y conocer las ventajas defensivas que ofrecía, Caxias resolvió atacar y en la madrugada del 5 dio la orden de avance. La 5.ª Brigada al mando del coronel Fernando Machado de Sousa, integrante del II Cuerpo de Ejército, iniciaría la marcha, seguida del resto del II Cuerpo (Argolo) y del I (Caxias). Avanzarían frontalmente mientras el general Osorio con 500 hombres de las tres armas y guiado por el baqueano Céspedes seguiría una picada abierta entre San Amaro y Nimbí e Ipené y efectuaría un rodeo a fin de alcanzar la retaguardia de los paraguayos.

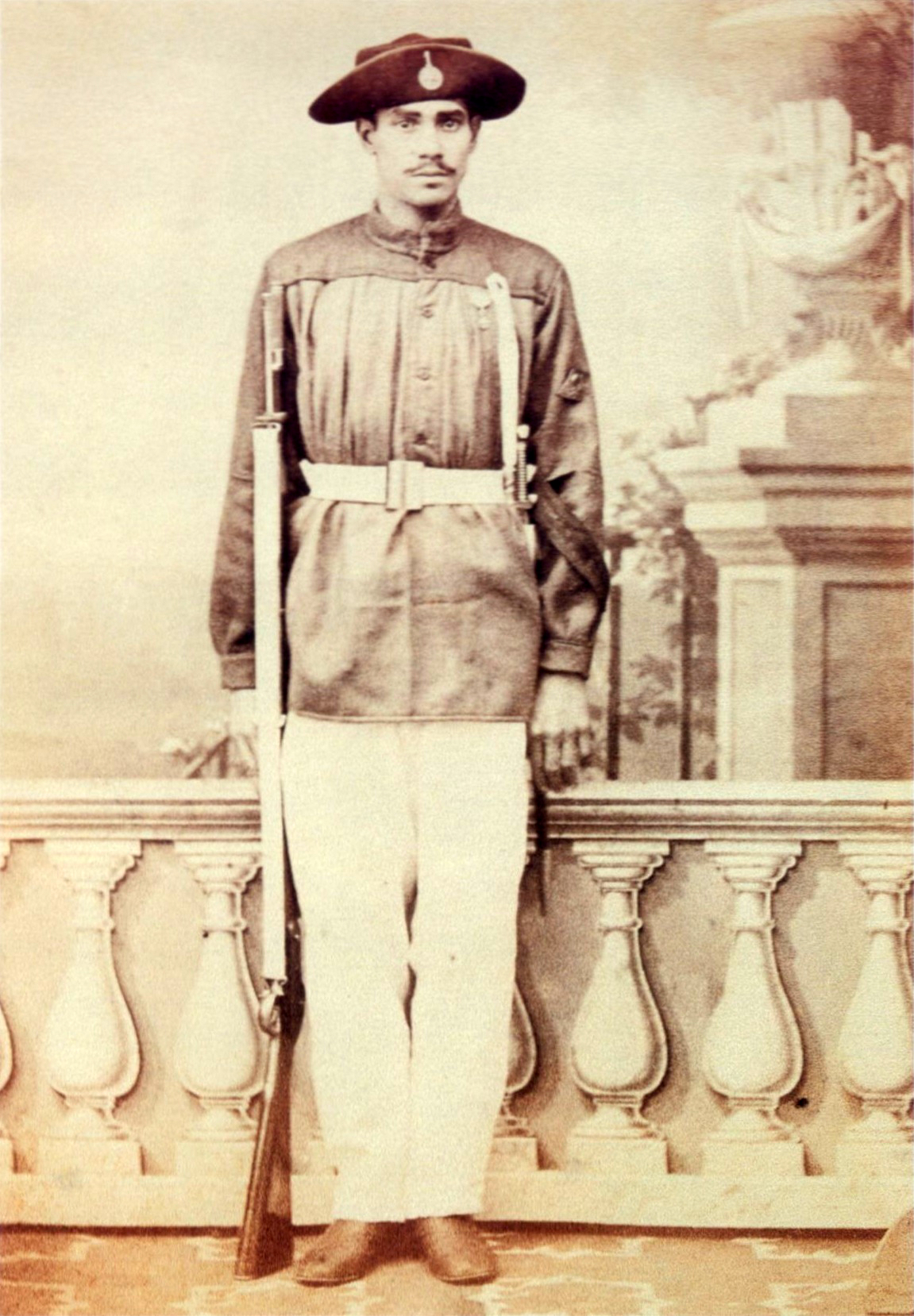
Soldado de los Voluntários da Pátria.

La 5.ª Brigada (Machado) integraba junto a la 2.ª Brigada de Infantería (coronel Domingos Rodrigues Seixas) la 2.ª División de Infantería, al mando del coronel Salustiano Jerônimo dos Reis. Estaba compuesta de los Batallones 1.º y 13.º de Infantería y de los cuerpos 34.º y 48.º (mayor Secundino Filafiano de Melo Tamborim) de Voluntários da Pátria.
A primeras horas del día 6 la vanguardia al mando de Machado alcanzó el puente y vio "a los paraguayos que esperaban en la otra orilla, pero no a los que estaban en la parte que ocuparían los enemigos, escondidos en el bosque."
Sin aguardar a Osorio o al menos a la 2.ª Brigada de Infantería que seguía sus pasos, Fernando Machado "Dio la señal de ataque. Un breve bombardeo y los soldados de infantería avanzaron, atravesaron el puente y se lanzaron sobre los cañones paraguayos. Estos abrieron el fuego de frente, por los flancos, por la espalda. Los brasileños cerraron filas; los que se habían adelantado demasiado hicieron por retroceder, encontrándose con los otros que continuaban avanzando; el que caía era pisoteado, muchos se tiraron al agua. Los paraguayos siguieron disparando; luego bajaron de las colinas y salieron del bosque cargando con los sables y las lanzas, persiguiendo un buen trecho a los brasileños de Argollo en fuga".
En efecto, el primer ataque liderado por el teniente coronel João Antônio de Oliveira Valporto y efectuado con cinco compañías del 1.º batallón de línea, tras su éxito inicial, se vio obligado a retirarse en completo desorden.
Fracasado el primer ataque, un segundo asalto al mando del comandante de la 5.º brigada de infantería del coronel Fernando Machado de Sousa avanzó sobre el puente, apoyado por el fuego del 2.º regimiento de artillería que respondía a las baterías paraguayas mientras dos picadas flanqueadoras empezaron a ser abiertas. El 34.º y 48.º de los Voluntários da Pátria se sumó a la lucha y consiguió ocupar el puente y apoderarse de 2 cañones, pero solo un cuarto de hora después una sorpresiva carga de caballería comandada por Valois Rivarola permitió a los paraguayos recuperar la posición.

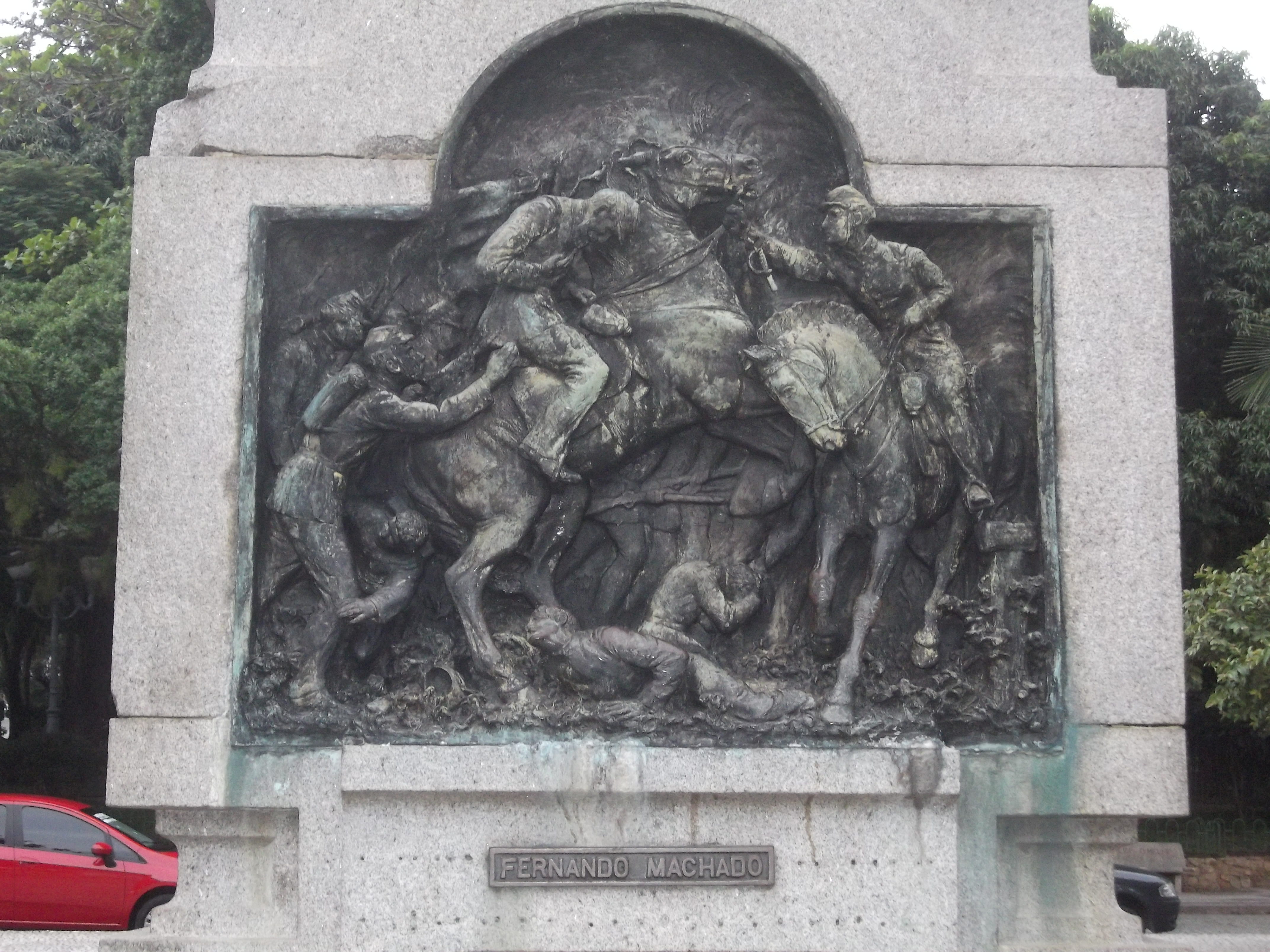
Muerte del coronel Fernando Machado de Sousa.

Machado encontró la muerte en el asalto, por lo que el tercer ataque fue liderado por el coronel Niederauer quien atravesó el puente con el 6.º Grupo de Lanceros y flanqueado por batallones brasileros atacó las posiciones paraguayas y consiguió tomar cuatro cañones y hacerlas retroceder. Niederauer y sus hombres terminaron por replegarse en desorden luego de un encarnizado combate de 4 horas, en el que el puente del Ytororó fue tomado y retomado en tres oportunidades: "Era pleno día; el sol quemaba; desde su colina, Caxias veía a sus hombres convergir en fila, estrechándose, hacia el puente, pasarlo, desplegarse en la otra orilla y encontrarse en una polvareda atravesada por disparos, gritos y descargas de fusilería, con otros grupos de hombres, y retroceder atropellando las filas de los que seguían avanzando desde el puente. En dos horas la escena se había repetido tres veces. Tres veces los brasileños habían atravesado el puente de Ytororõ, tres veces habían sido rechazados".
Con la muerte de Fernando Machado de Souza, Oliveira Valporto asumió el mando de la 5.ª Brigada de Infantería y encabezó el cuarto asalto.
Alrededor del mediodía, sumando el III Cuerpo ya 1500 bajas y sin novedades de la división Osorio, Caxias hizo entrar en combate a su reserva, 12 batallones del Cuerpo de Ejército del fallecido Machado.
Las tropas brasileras encabezadas por la 1.º división del II Cuerpo al mando de Hilario Maximiano Antúnez Gurjào (o Gurgeao) llegó a alcanzar el puente en una nueva embestida, pero acosado por la artillería paraguaya el ataque flaqueó hasta que Caxias abandonó su puesto de comando en lo alto de una colina y sumándose a sus hombres, sacó su espada y diciendo "Voy a enseñarles como muere un general, síganme los que ssean brasileros!" se lanzó sobre el puente. Su gesto hizo reanudarse el asalto y sus tropas tomaron el pasaje y rechazaron a los paraguayos luego de haber capturado 6 de sus cañones. Durante ese asalto Gurjào fue gravemente herido (moriría dos días después) y casi todo su estado mayor fue muerto o herido. El resto del II Cuerpo se sumó a la lucha encabezado por Argolo quien fue herido.
Absurdamente, la caballería brasilera fue entonces enviada contra la colina, defendida aún por 6 piezas de artillería, y fue rechazada con fuertes bajas. Ante la desbandada, Caxias dio órdenes a su infantería de obligar a la caballería en retirada a volver grupas bajo el fuego enemigo. En la gran mortandad que siguió, muchas de las bajas brasileras fueron por fuego propio.
Finalmente la ventaja numérica se impuso y ante el anuncio de la próxima llegada de Osorio, Caballero se retiró hacia Villeta con los hombres y los cañones que le quedaban.

## Consecuencias
La sangrienta Batalla de Ytororó ha sido llamada "Las Termópilas paraguayas". Los brasileros sufrieron según las cifras oficiales 285 muertos (45 oficiales), 1356 heridos (790 oficiales), 128 contusos (2 oficiales), 95 desaparecidos, un total de 1864 bajas.
Las cifras paraguayas daban por su parte 1116 bajas, 13 oficiales y 317 soldados muertos, 29 oficiales y 757 soldados heridos.
Caxias no persiguió a Caballero y se dirigió al oeste, donde tras desembarcar en Ypané se le sumaron las divisiones de caballería de Porto Alegre y de João Manuel Mena Barreto, para iniciar el 7 de diciembre su avance hacia el sur al frente de 21 000 hombres con 3000 caballos y 100 cañones, que tomaron posición en orden de batalla en la llanura entre Ypané y Potrero Valdovinos.
Por su parte y luego de felicitar a sus comandantes, López ordenó a Caballero maniobrar entre Ytororó y Lomas Valentinas y tomar posición al pie de una colina en la ribera izquierda del Río Avay. Pese a la opinión de Caballero, quien consideraba que la posición, enteramente abierta a diferencia de Ytororó, era indefendible contra fuerzas y artillería superiores y prefería retirarse para ubicarse como vanguardia en Lomas Valentinas, Solano López secundado por el coronel Serrano insistió en defender el puesto. El 11 de diciembre se produciría así la derrota paraguaya en la Batalla de Avay o Avahy, prolegómeno de la batalla de Itá-Ibaté (Lomas Valentinas) entre el 21 y el 27 de diciembre de 1868.